# Mem (slovo)
Mem (מם) je 13. slovo hebrejskog pisma i ima brojčanu vrijednosti od 40.  Ako je slovo na kraju riječi onda se Mem piše u drugom obliku. Ponekad se taj oblik koristi za broj 600.

## Povijest
Hebrejsko slovo Memima istu povijesnu pozadinu kao i fenički mem, iz kojeg je nastalo grčki Mi i latinsko slovo M. 

## Primjeri
- משה Moshe: Mojsije
- משיח mashíah = Pomazanik: Mesija
- מתושלח Metushélah: Metuzalem
- מים mayim: Voda

## Šifra znaka
|                         | Unikod | Unikod                  | HTML     | HTML | izgled ovisi o pregledniku | poveznice (engl.)                |
| k. točka                | naziv  | kod                     | entitet  |      | izgled ovisi o pregledniku | poveznice (engl.)                |
| ----------------------- | ------ | ----------------------- | -------- | ---- | -------------------------- | -------------------------------- |
| slovo מ                 | U+05de | HEBREW LETTER MEM       | &#x05de; | nema | מ                          | detaljni podaci test preglednika |
| slovo na kraju riječi ם | U+05dd | HEBREW LETTER FINAL MEM | &#x05dd; | nema | ם                          | detaljni podaci test preglednika |

U standardu ISO 8859-8 simbol ima kod 0xee tj. Oxed.